# 聖喬治區 (多米尼克)
聖喬治區是中美洲國家多米尼克的10個行政區之一，位於該國西南部，北毗聖保羅區，東接聖戴維區和聖帕特里克區，南鄰聖盧克區，西臨加勒比海，面積56.1平方公里，2001年人口20,211。

## 羅索
多米尼克首都羅索位於該區內，以及其郊區：
- Bath Estate
- Elmshall
- Kings Hill
- Copthall
- Newtown (once Charlotteville)

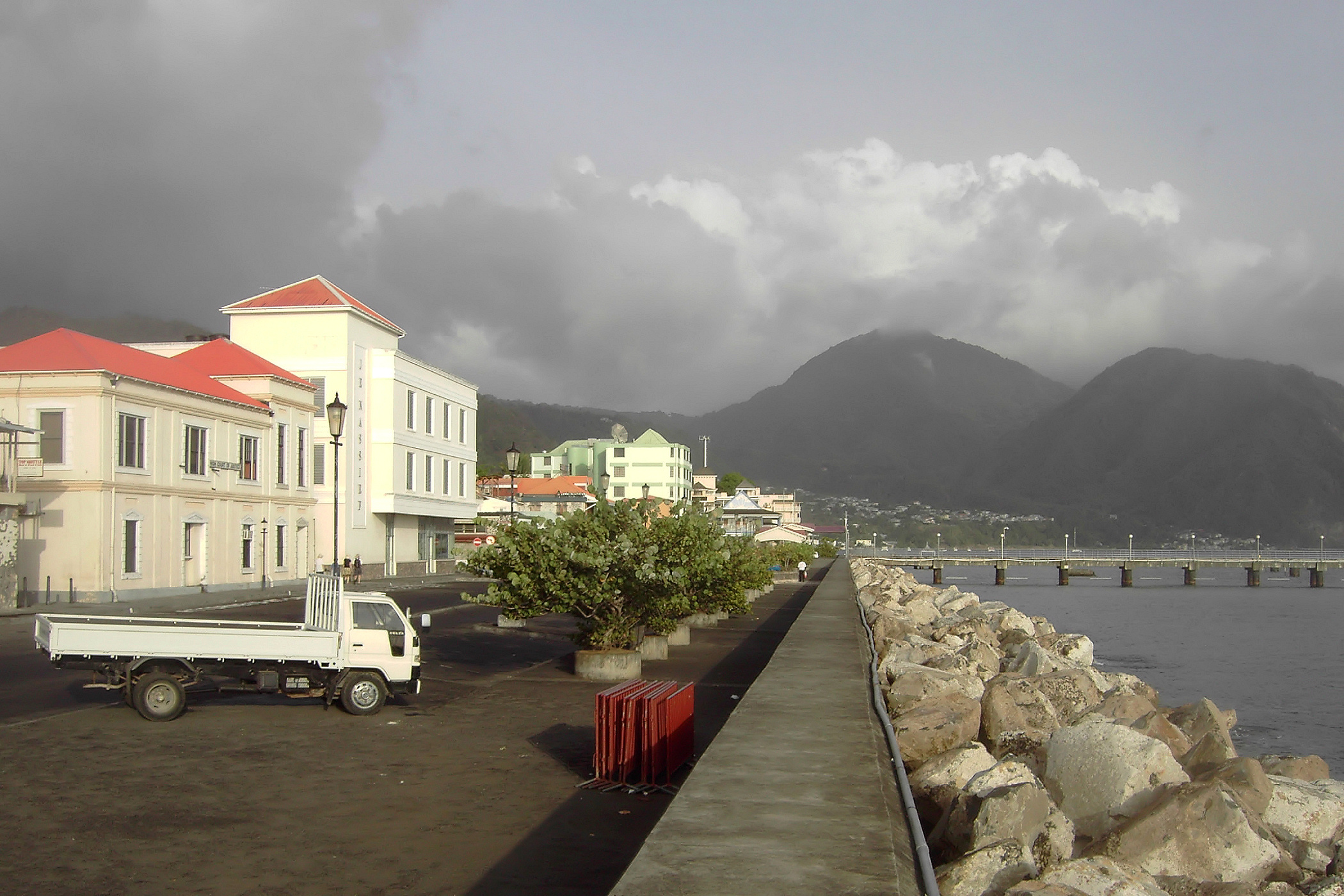
Roseau

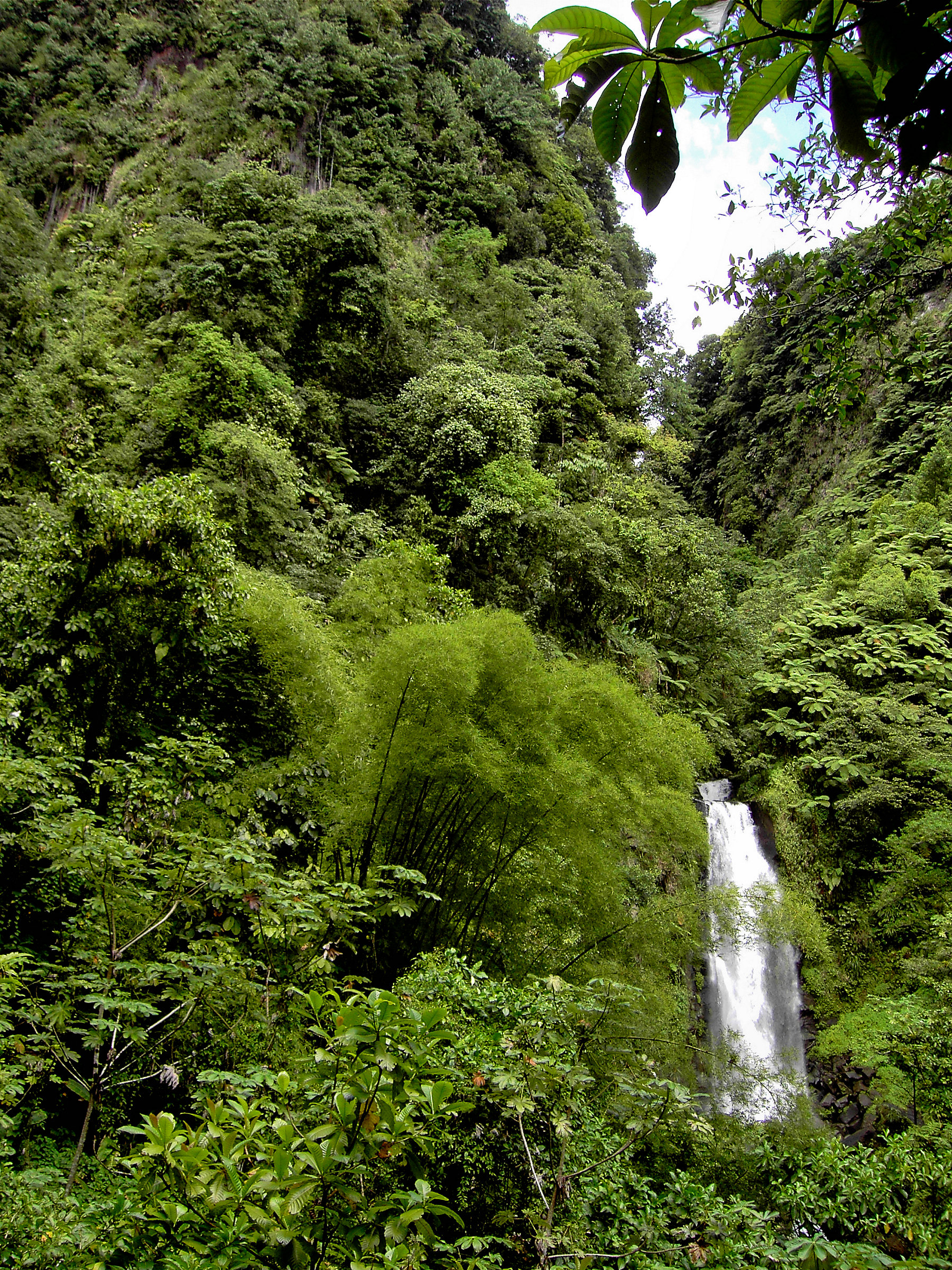
Rainforest at Trafalgar Falls

- Goodwill
- Potters Ville
- Stock Farm
- Tarish Pit
- Yam Piece
- Belle Vue Rawle
- Fond Colé
- Louisville

## 其他聚居地
- 卡斯尔康福特
- 丰卡尼（羅馬尼亞語：Fond Cani）
- 特拉法加
- 沃滕威文
- 莫尔纳普罗斯珀（羅馬尼亞語：Morne Prosper）
- 吉罗德尔（羅馬尼亞語：Giraudel）
- 埃格尔斯顿（羅馬尼亞語：Eggleston, Dominica）
- 勞達特
- 盧比耶爾
- 贝尔维尤肖邦